# Mäulesmühle

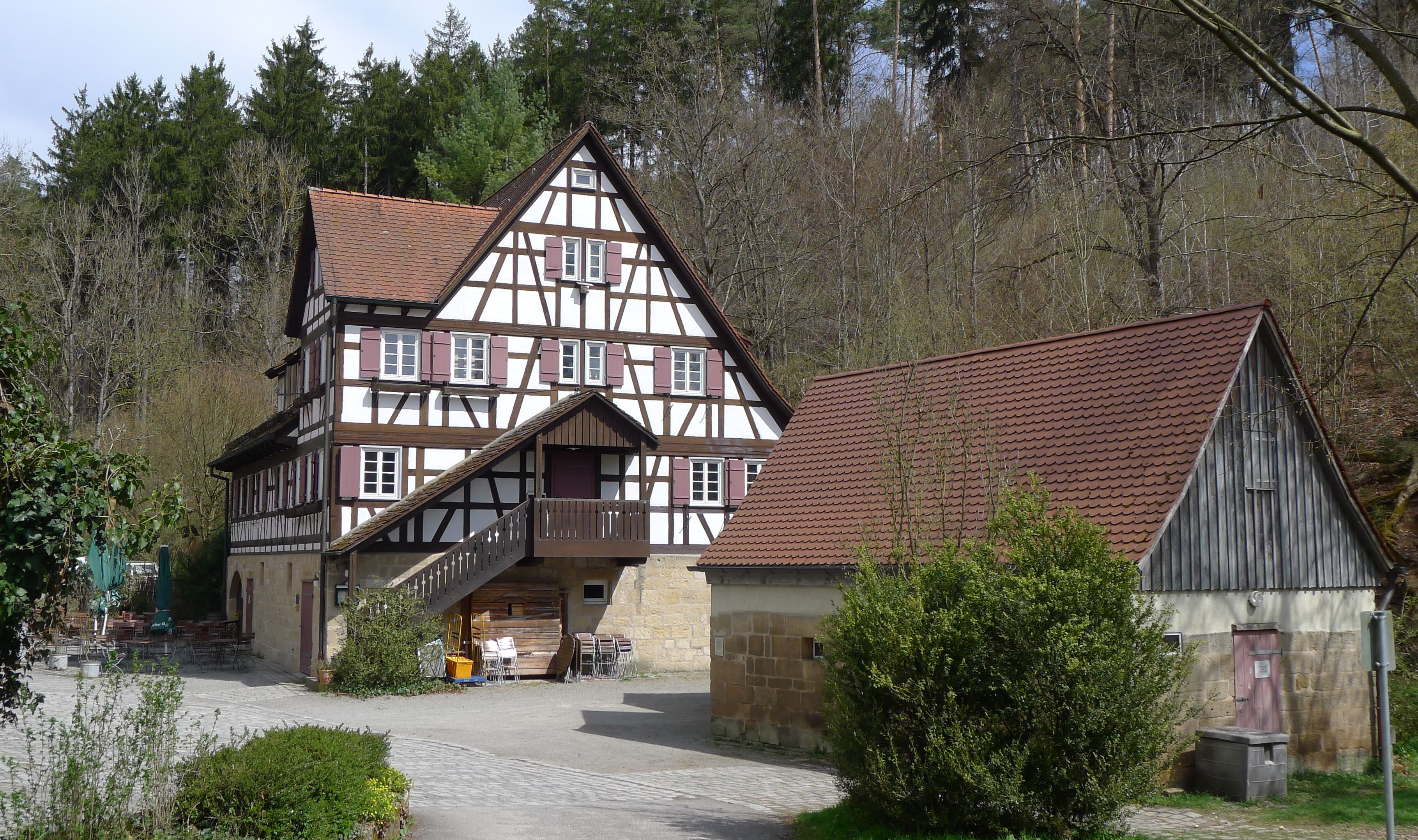
De Mäulesmühle

De Mäulesmühle is stroomafwaarts de derde van de in totaal elf watermolens in het Siebenmühlental, het beekdal van de Reichenbach bij Leinfelden-Echterdingen, ten zuiden van Stuttgart, in het zuidwesten van Duitsland.

## Geschiedenis en achtergrond

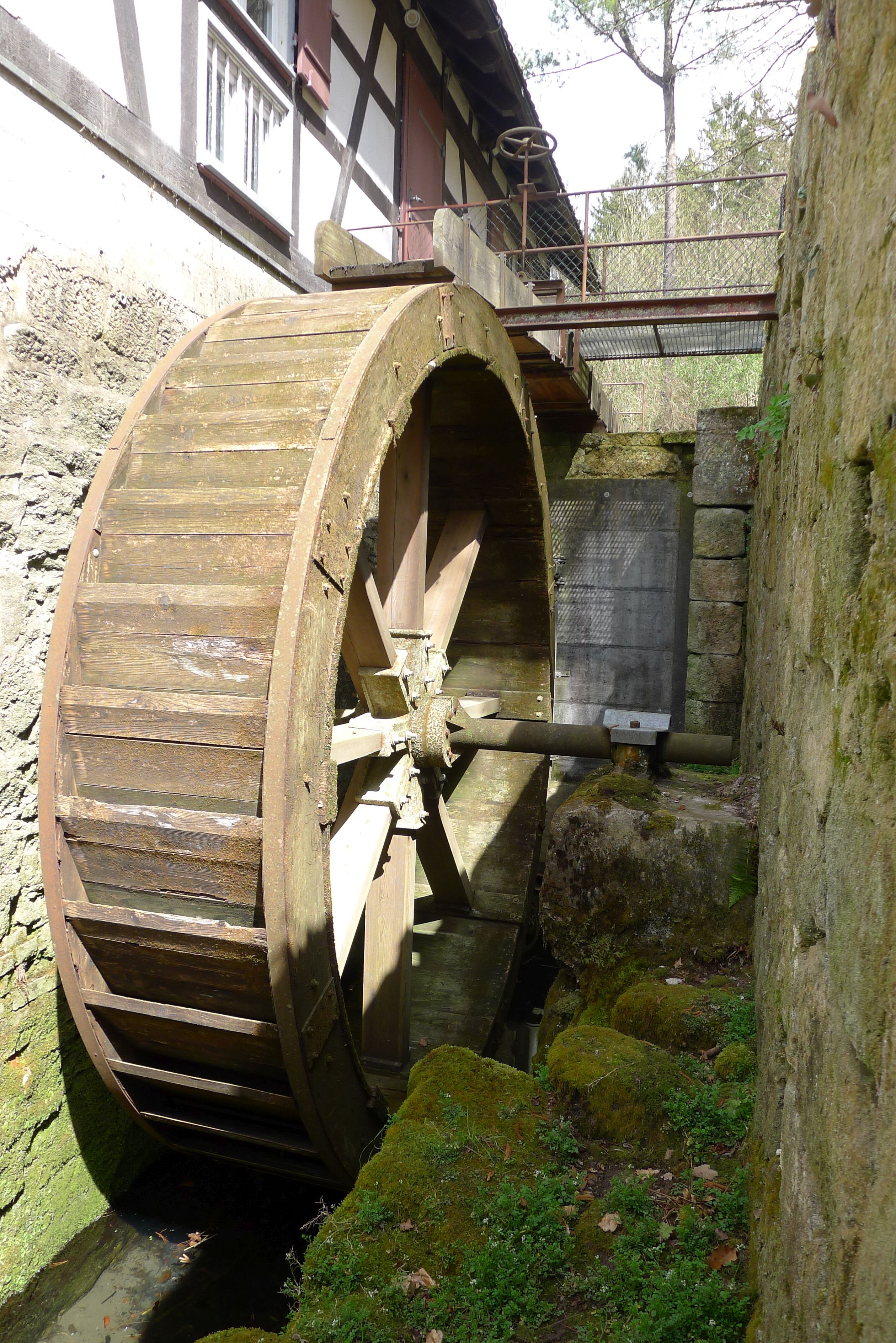
Het huidige bovenslags waterrad van de Mäulesmühle

De molen werd meer dan zeshonderd jaar geleden voor het eerst genoemd in 1383. In de akte van Schönbuch wordt de molen met "ruedgers Mühlin" aangeduid. Het water in de Reichenbach zorgde voor de aandrijving van alle molens in het dal. In de molen werden tot halverwege de 20e eeuw granen gemalen. De naam is afgeleid van de familie Maylen, die de molen in de 17e en 18e eeuw bezat. Maylens Mühle werd uiteindelijk omgevormd tot Mäulesmühle.
De Mäulesmühle is voor het eerst in 1406 gedocumenteerd. De eerste kaart waarop de molen werd aangegeven is in de Württembergische Atlas uit 1575, getekend door Heinrich Schweickher.
Veel nauwkeuriger informatie over de  Mäulesmühle werd aangetroffen in de machinedocumenten. Elke technische verbetering die als landschapsverandering of wijziging in kadastrale rechten voor de buren waar te nemen was, werd daarin aangetekend. De machinedocumenten van de molen gaan terug tot 1749. In 1819 werd de molen in de huidige vorm geheel herbouwd, waar het opschrift boven de ingang van het molenmuseum van getuigt. Tot 1949 werd in de molen gemalen.
De onder monumentenzorg staande techniek is het werkelijk historisch interessante van de Mäulesmühle. In de jaren 1986 en 1987 werd de molen zelf namelijk door de stad Leinfelden-Echterdingen geheel nieuw opgebouwd. Uiterlijk geheel volgens het originele ontwerp, maar toch nieuw. Het bouwmateriaal bestond voor een deel uit balken van de oude molen. Binnen kunnen oude en nieuwe materialen nog altijd goed van elkaar onderscheiden worden. Bij de oplevering werd een nieuwe bestemming mogelijk.
Het vakwerk van de molen diende niet alleen als versiering maar ook als ondersteuning van de machinerie. Omdat een massieve basis noodzakelijk was werd het geheel op een fundering van zandsteen geplaatst. De keuze voor zandsteen werd gemaakt enerzijds om de zware machinerie te kunnen ondersteunen, anderzijds moest de fundering duurzaam en waterbestendig zijn.
De holle ruimtes in het vakwerk werden met veldkeien opgevuld. De leem die hierbij als bindmiddel werd gebruikt moest daarom extra vet zijn om voor voldoende hechting te zorgen.

## Maalmachine en pelmachine

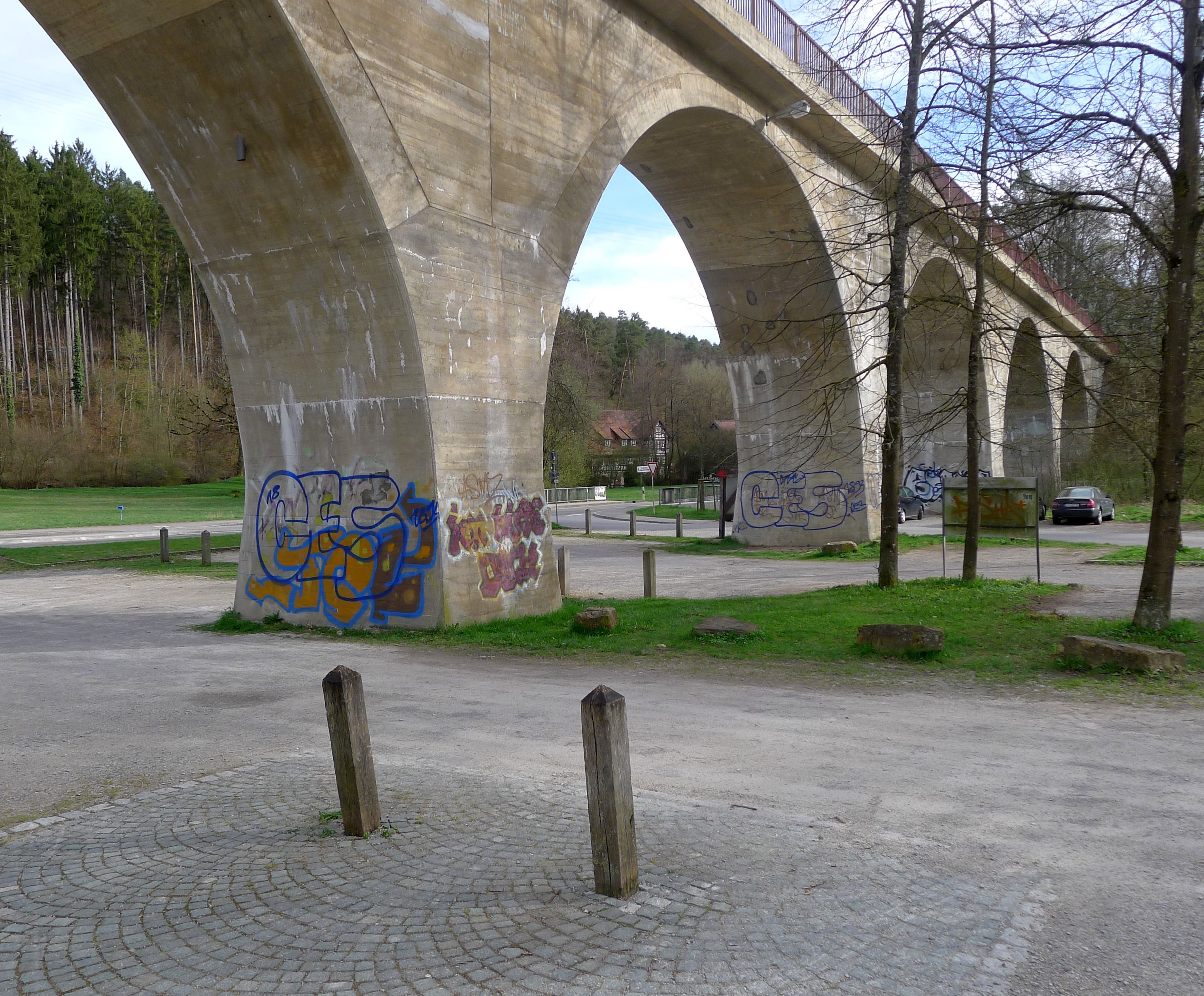
De brug van de voormalige Siebenmühlentalbahn bij de Mäulesmühle

Het pronkstuk van de molen is de volledig functionerende graanmaalmachine uit 1819 en het aandrijvende bovenslags waterrad. Pachter Georg Hagel van het restaurant stelt elke zondag om 17.00 uur de molen voor het publiek in bedrijf. Het water wordt dan elektrisch op het molenrad gepompt. 
In de graanpelmachine wordt het graan door schuren van de huls ontdaan. Een luchtstroom scheidt het kaf van de tarwekorrels en verontreinigingen worden er met een zeef in de vorm van een sorteercilinder uitgefilterd.

## Restaurant en museum
De Mäulesmühle huisvest sinds 2007 een biologisch restaurant Optimal met Schwäbische (Zwabische, Zuid-Duitse) specialiteiten en bij mooi weer ook een Biergarten. Het restaurant wordt geleid door Daniela Brünemann en pachter Georg Hagel. Grondstoffen komen van gecontroleerde biologische bedrijven uit de regio.  
Sinds het voorjaar van 2009 is er ook een fietshulppost gevestigd waar gereedschap en pomp te gebruiken zijn en kleine reparaties kunnen worden gedaan. 
Op de begane grond in de molen bevindt zich het molenmuseum waar de geschiedenis van het gebouw en het molenaarsvak wordt uitgebeeld.

## Bondswandelpad

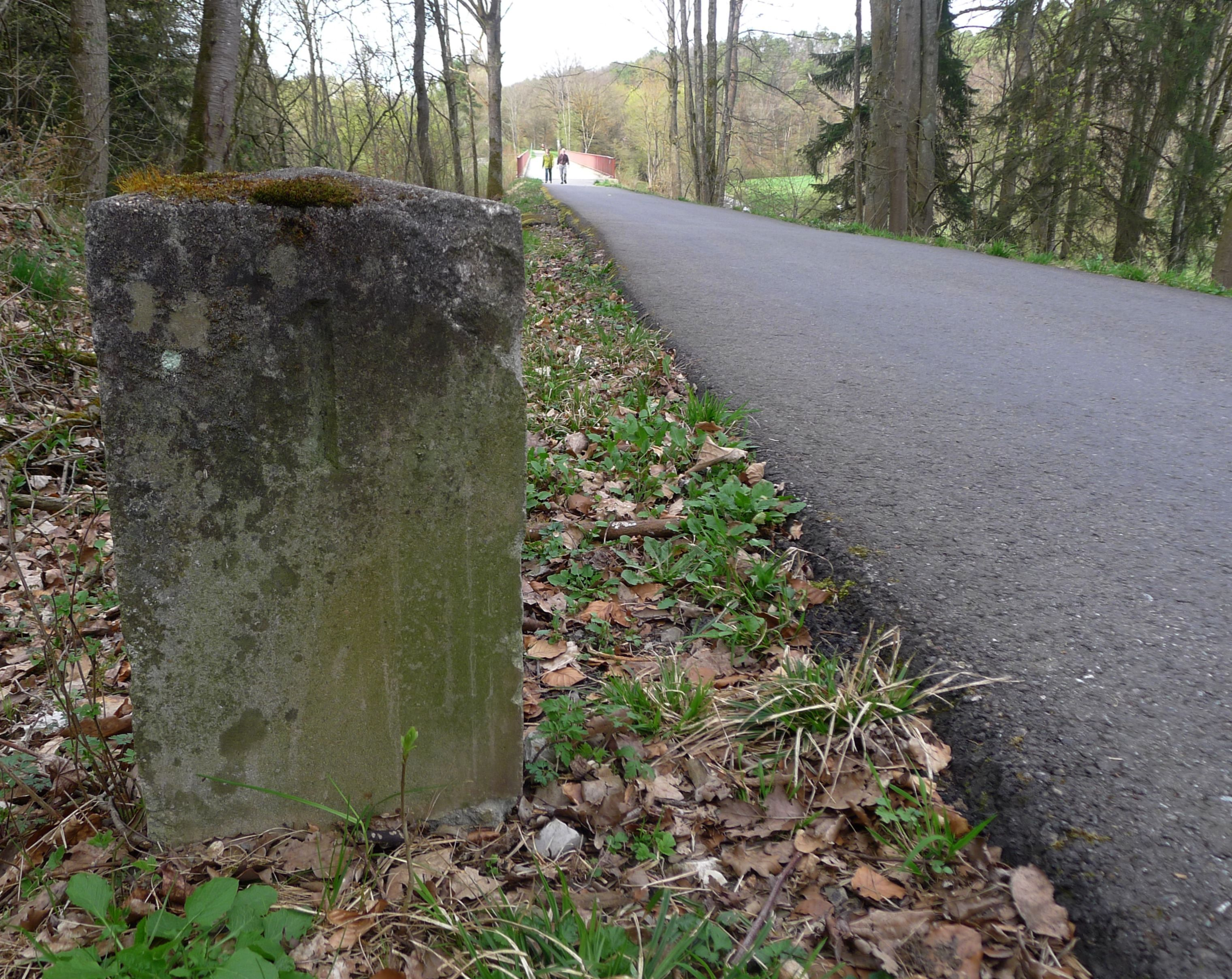
Kilometersteen 1 van de voormalige Siebenmühlentalbahn, nu nabij de Mäulesmühle

De Siebenmühlentalbahn die tussen 1928 en 1955 operationeel was, liep bij de Mäulesmühle over een viaduct maar er was geen halte van de trein voorzien. Het viaduct bestaat nog steeds en eronder is nu een parkeerplaats. Het spoortracé is tegenwoordig nog altijd in bezit van de spoorwegen die het vrijwel geheel geasfalteerd hebben en voor wandelaars en fietsers hebben opengesteld. Het wordt met Bondswandelpad (bundeswanderweg) aangeduid. Vlak voor het viaduct staat nu een van de twee laatste stenen kilometerpalen van het spoortracé. Op de foto is deze links-voor te zien. Deze steen markeert nu de betreffende afstand langs het wandelpad, dat begint even voorbij het voormalige station van Musberg.

## Komede-Scheuer

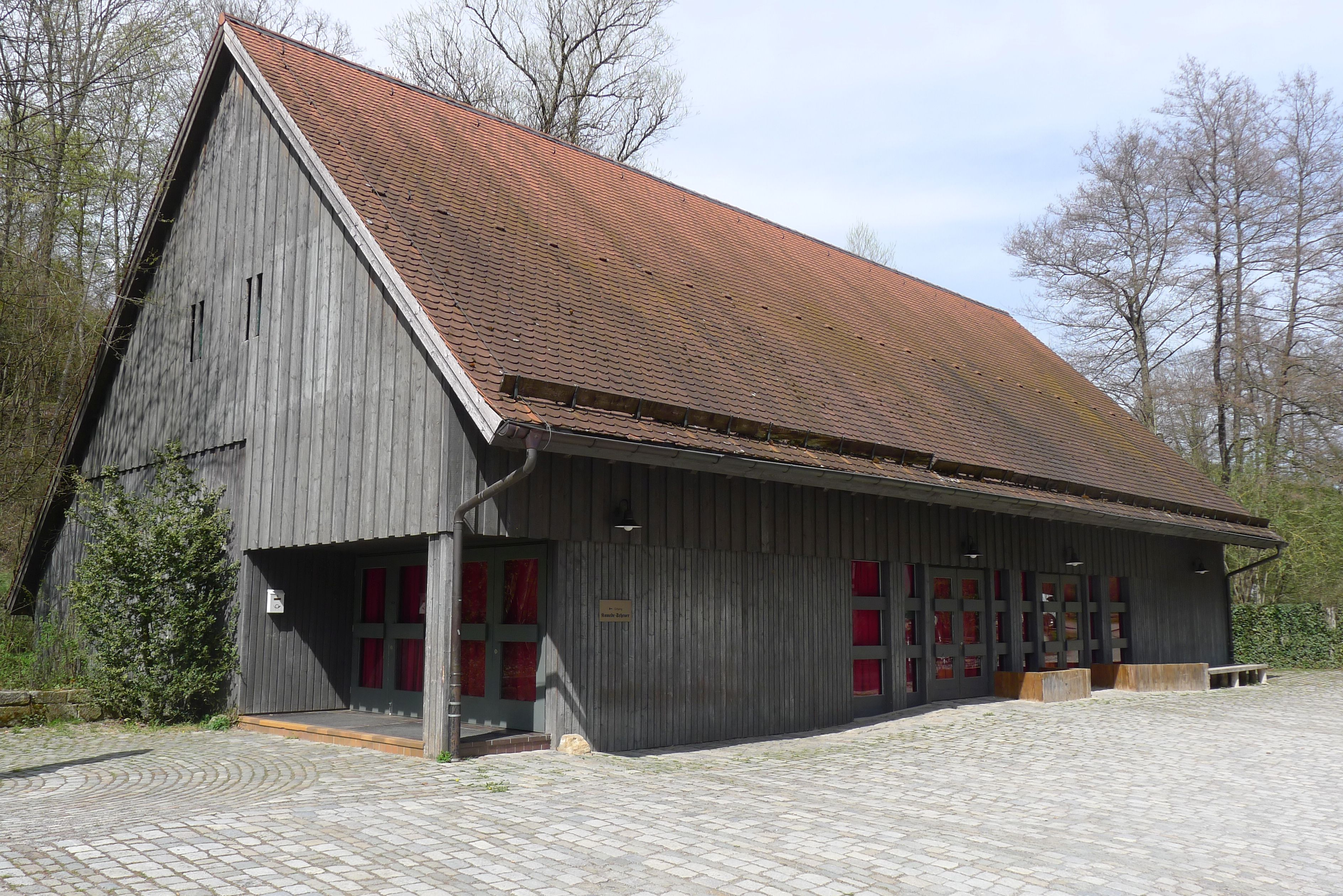
De Komede-Scheuer (ook: Theaterscheune Mäulesmühle)

Naast de Mäulesmühle staat de "Komede-Scheuer", waar dialecttheater wordt opgevoerd dat ook buiten de Zuid-Duitse regio bekend is. Hier worden regelmatig voorstellingen opgenomen die in het SWR-programma worden uitgezonden.  Dit is sinds 1985 ook de basis van de losse serie Hannes und der Bürgermeister, gespeeld door Karlheinz Hartmann en Albin Braig. De kaarten voor die voorstellingen zijn al jaren op één dag in de herfst steeds binnen enkele uren voor het hele jaar uitverkocht. De Komede-Scheuer wordt geleid door de familie Braig. 
Het orkest van de Musikverein Stadtkapelle Leinfelden e.V verzorgt al meer dan dertig jaar op 1 mei en op Hemelvaartsdag in de Mäulesmühle de zogenoemde Mühlentrubel, de muzikale omlijsting van gezellig terrasvermaak (in het dialect Hocketse genoemd) dat wordt aangeprezen in combinatie met wandel- en fietstoerisme in de omgeving.
Sinds 1975 organiseert de Arbeiterwohlfahrt Leinfelden-Echterdingen in de zomervakantie rond de molen en in de Komede-Scheuer de vakantiemarkt Waldheim Mäulesmühle.

## Modelbouw
Voor modelspoorbanen H0 bestaat er een bouwpakket van Faller van de Mäulesmühle met schaal 1:87. Het stelt het hoofdgebouw vrij nauwkeurig voor, waarvan de benedenverdieping uit natuurstenen muren en de bovenverdiepingen uit vakwerkmuren zijn opgetrokken. De trap naar de ingang heeft een eigen dak en het waterrad aan de achterzijde draait op een bijgeleverde elektrische motor.

## Externe adressen
- Achtergronden over de Mäulesmühle (Duits)
- Het Komede-Scheuer Mäulesmühle volkstheater
- Biologisch restaurant Optimal Mäulesmühle

Obere Mühle · Eselsmühle · Mäulesmühle · Seebruckenmühle · Schlechtenmühle · Walzenmühle · Schlösslesmühle · Kochenmühle · Obere Kleinmichelesmühle · Untere Kleinmichelesmühle · Burkhardtsmühle